# 三道湾镇
三道湾镇，是中华人民共和国吉林省延边朝鲜族自治州延吉市下辖的一个乡镇级行政单位。

## 行政区划
三道湾镇下辖以下地区：
参场社区、煤矿社区、中心村、五道村、南张芝村、北张芝村、东沟村、平岗村、屯田村、支边村和梨树村。